# 梅雷 (上马恩省)
梅雷（法語：Merrey，法語發音：[meʁɛ]）是法国上马恩省的一个市镇，属于肖蒙区。

## 地理
梅雷（48°3'17"N, 5°35'28"E）面积6.84 平方千米，位于法国大東部大區上马恩省，该省份为法国东北部内陆省份，北起马恩省和默兹省，西接奥布省，西南接科多尔省，东南接上索恩省，东临孚日省。
与梅雷接壤的市镇（或旧市镇、城区）包括：巴西尼地区布勒瓦讷、舒瓦瑟尔、瓦勒德默兹。

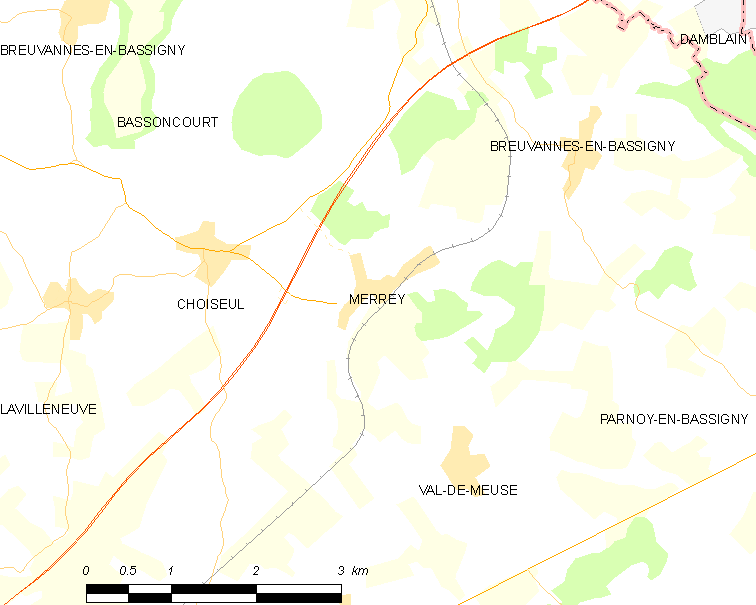
的OSM定位图

梅雷的时区为UTC+01:00、UTC+02:00（夏令时）。

## 行政
梅雷的邮政编码为52240，INSEE市镇编码为52320。

## 政治
梅雷所属的省级选区为普瓦松县。

## 人口

1962-2008年间人口变化图示

梅雷于2022年1月1日时的人口数量为92人。